# Phyllobathelium nigrum
Phyllobathelium nigrum är en svampart som beskrevs av R. Sant. & Tibell 1988. Phyllobathelium nigrum ingår i släktet Phyllobathelium och familjen Phyllobatheliaceae.   Inga underarter finns listade i Catalogue of Life.